# Ørkennatugle
Ørkennatugle (Strix butleri) har en længde på 37-38 centimeter og et vingefang på 95-98 centimeter.
Det er en ørkenfugl, som har udbredelse omkring Den Arabiske Halvø. Ørkennatuglen yngler på klippevægge langs kløfter og wadier og i huller i bygninger. Helst hvor der er vand og akacietræer eller palmelunde i nærheden.